# بریجتون (ایندیانا)
بریجتون (به انگلیسی: Bridgeton) یک منطقهٔ مسکونی در ایالات متحده آمریکا است که در شهرستان پارک، ایندیانا واقع شده‌است. بریجتون ۱۷۱ متر بالاتر از سطح دریا واقع شده‌است.